# Пеша
Пѐша (на италиански: Pescia) е град и община в Централна Италия.

## География
Град Пеша е разположен в долината на едноименната река в провинция Пистоя на област Тоскана. Има жп гара по линията Флоренция–Виареджо. Провинциалният център град Пистоя се намира на около трийсет километра на изток от Пеша. Население 19 851 жители по данни от преброяването към 23 май 2014 година.

## История
Според някои археологически разкопки археолозите смятат, че лангобардите построили тук първото селище на бреговете на реката. Градското име произлязло от лангобардската дума pehhia с германски корен bak- която значи „река“.
Малко повече от три века след основаването си градът е замесен в сблъсъка между гвелфите и гибелините. Пеша е на страна на гибелините, а Лука – на гвелфите, и през 1281 година градът е окупиран и разрушен, но пешенските граждани бързо го възстановили. През цялото Средновековие Флоренция и Лука спорили за града, защото пешенската община се намирала на границата между двете републики. През 1339, след десет години на война, Флоренция я окупирала и изгонила гибелините.
Градската икономика се основавала на отглеждането на черниците и на копринените буби, които един пешенски монах донесъл в Европа за първи път. Едва в края на XV век градът надвил демографската и икономична депресия, която била причинена от черната смърт.
В края на XVII век херцогът на Тоскана назначил Пеша за град на Тосканското херцогство. През XIX век коприненото производство било много важно и градът бил наричан „малкия Манчестър на Тоскана". Градската икономика рухнала след търговски конфликт с Франция и Италианските щати през 1888 година. Наполеон повредил много икономиката, заменяйки коприната със захарното цвекло.
От 1925 г. насам пешенците намерили нови алтернативни икономически ресурси – да отглеждат и продават цветя и маслини.

## Архитектура
Градът има два центъра. Първият – за търговските дейности – се намира на левия бряг на реката, а вторият – за религиозните – на десния бряг. В първия се намират местната крепост и площад, а във втория – катедралата. В селото Пиетрабуона се намира Музеят на хартията.

## Демография
Преброяване на населението

## Икономика
Основни отрасли в икономиката на града са отглеждането на цветя (предимно карамфили) и производството на хартия. Пеша е известна по света с отглеждането и продажбата на цветя (наричана е „Градът на цветята“). Има добри търговски отношения с Белгия. Производството на хартия е стара дейност в пешенския район. Днес хартиените фабрики произвеждат хартия с добро качество, която се продава в Италия.

## Личности, родени в Пеша
- Джузепе Роландо Анцилоти (1919 – 1982), политик
- Фердинандо Иноченти (1891 – 1966), предприемач

## Побратимени градове
- Нерха, Испания
- Улен, Франция